# Valle di Coachella
La valle di Coachella (in inglese Coachella Valley) è una valle situata nella California meridionale negli Stati Uniti d'America.

## Geografia
Si estende per circa 72 km nella Contea di Riverside, a sud-est rispetto alle Montagne di San Bernardino e a nord del lago Salton.
Si tratta della parte settentrionale di una vasta zona che caratterizza la depressione che comprende il lago Salton, l'Imperial Valley e il golfo di California. Ad ovest la sua lunghezza è delimitata dai Monti Santa Rosa e dai Monti San Jacinto. La faglia di Sant'Andrea attraversa in parte la valle ad est.

## Demografia
Popolata da circa 600.000 persone, la valle fa parte dell'area metropolitana di Inland Empire. Le città principali che si trovano in questa zona sono Palm Springs e Palm Desert.

## Ecologia
L'ambiente della valle è principalmente desertico, anche se ospita numerose varietà di flora, tra cui la palma californiana. Tra la fauna selvatica che occupa la valle si possono trovare, tra gli altri, uropigi, road runner, ratto canguro e crotalo adamantino occidentale.

## Eventi
La valle di Coachella è associata in ambito musicale al famoso festival Coachella Valley Music and Arts Festival, che si svolge annualmente ad Indio.